# شهرستان کاستر (مونتانا)
شهرستان کاستر مونتانا،(به انگلیسی: Custer County, Montana) یک سکونتگاه مسکونی در ایالات متحده آمریکا است که در ایالت مونتانا واقع شده‌است.

## خصوصیات
شهرستان کاستر ۹٬۸۲۳٫۸۸ کیلومترمربع مساحت دارد.